# ÍBK Keflavík
Pour les articles homonymes, voir IBK.
Maillots
Actualités
Le Keflavík Íþrotta- og ungmennafélag ou ÍBK Keflavík est un club islandais de football basé à Reykjanesbær. En 1995, Keflavik a été associé avec Njarðvík et Hafnir pour former la municipalité de Reykjanesbær, mais le club a conservé son nom.

## Historique
- 1929 (29 septembre) : fondation du club sous le nom de UMFK Keflavík
- 1956 : fusion avec le KFK Keflavik (fondé en 1950) en ÍBK Keflavík
- 1965 : 1re participation à une Coupe d'Europe (C1, saison 1965/66)

## Bilan sportif

### Palmarès
- Championnat d'Islande
  - Champion : 1964, 1969, 1971, 1973
  - Vice-champion : 1966, 1974, 2008

- Championnat d'Islande de deuxième division
  - Champion : 1957, 1962, 1981,  2003 et 2020

- Coupe d'Islande
  - Vainqueur : 1975, 1997, 2004, 2006
  - Finaliste : 1973, 1982, 1985, 1988, 1993, 2014

- Coupe de la Ligue islandaise
  - Finaliste : 2003, 2006

- Supercoupe d'Islande
  - Finaliste : 2004 et 2006

### Bilan européen
Légende
- Victoire ou qualification pour le tour suivant
- Match nul
- Défaite ou élimination de la compétition

Note : dans les résultats ci-dessous, le score du club est toujours donné en premier
| Saison    | Compétition               | Tour                | Club               | Domicile | Extérieur | Total     |
| --------- | ------------------------- | ------------------- | ------------------ | -------- | --------- | --------- |
| 1965-1966 | Coupe des coupes          | Tour préliminaire   | Ferencváros TC     | 1 - 4    | 1 - 9     | 2 - 13    |
| 1970-1971 | Coupe des clubs champions | Seizièmes de finale | Everton FC         | 2 - 6    | 0 - 3     | 2 - 9     |
| 1971-1972 | Coupe UEFA                | Premier tour        | Tottenham Hotspur  | 1 - 6    | 0 - 9     | 1 - 15    |
| 1972-1973 | Coupe des clubs champions | Seizièmes de finale | Real Madrid        | 0 - 1    | 0 - 3     | 0 - 4     |
| 1973-1974 | Coupe UEFA                | Premier tour        | Hibernian FC       | 1 - 1    | 0 - 2     | 1 - 3     |
| 1974-1975 | Coupe des clubs champions | Seizièmes de finale | Hajduk Split       | 0 - 2    | 1 - 7     | 1 - 9     |
| 1975-1976 | Coupe UEFA                | Premier tour        | Dundee United      | 0 - 2    | 0 - 4     | 0 - 6     |
| 1976-1977 | Coupe des coupes          | Seizièmes de finale | Hambourg SV        | 1 - 1    | 0 - 3     | 1 - 4     |
| 1979-1980 | Coupe UEFA                | Premier tour        | Kalmar FF          | 1 - 0    | 1 - 2     | 2E - 2    |
| 1979-1980 | Coupe UEFA                | Seizièmes de finale | Zbrojovka Brno     | 1 - 2    | 1 - 3     | 2 - 5     |
| 1994-1995 | Coupe des coupes          | Tour préliminaire   | Maccabi Tel-Aviv   | 1 - 2    | 1 - 4     | 1 - 6     |
| 1995      | Coupe Intertoto           | Groupe 6            | FC Metz            | 1 - 2    | N/A       | Cinquième |
| 1995      | Coupe Intertoto           | Groupe 6            | Partick Thistle    | N/A      | 1 - 3     | Cinquième |
| 1995      | Coupe Intertoto           | Groupe 6            | NK Zagreb          | 0 - 0    | N/A       | Cinquième |
| 1995      | Coupe Intertoto           | Groupe 6            | LASK Linz          | N/A      | 1 - 2     | Cinquième |
| 1996      | Coupe Intertoto           | Groupe 3            | NK Maribor         | 0 - 0    | N/A       | Cinquième |
| 1996      | Coupe Intertoto           | Groupe 3            | Austria Vienne     | N/A      | 0 - 6     | Cinquième |
| 1996      | Coupe Intertoto           | Groupe 3            | FC Copenhague      | 1 - 2    | N/A       | Cinquième |
| 1996      | Coupe Intertoto           | Groupe 3            | Örebro SK          | N/A      | 1 - 3     | Cinquième |
| 1998-1999 | Coupe des coupes          | Tour préliminaire   | Liepājas Metalurgs | 1 - 0    | 2 - 4     | 3 - 4     |
| 2005-2006 | Coupe UEFA                | Premier tour Q      | Etzella Ettelbruck | 2 - 0    | 4 - 0     | 6 - 0     |
| 2005-2006 | Coupe UEFA                | Deuxième tour Q     | FSV Mayence        | 0 - 2    | 0 - 2     | 0 - 4     |
| 2006      | Coupe Intertoto           | Premier tour        | Dungannon Swifts   | 4 - 1    | 0 - 0     | 4 - 1     |
| 2006      | Coupe Intertoto           | Deuxième tour       | Lillestrøm SK      | 2 - 2    | 1 - 4     | 3 - 6     |
| 2007-2008 | Coupe UEFA                | Premier tour Q      | FC Midtjylland     | 3 - 2    | 1 - 2     | 4 - 4E    |
| 2009-2010 | Ligue Europa              | Premier tour Q      | Valletta FC        | 2 - 2    | 0 - 3     | 2 - 5     |

## Anciens logos

Logo n°1